# エアーアラン・アイランズ
エアーアラン・アイランズ（Aer Arann Islands）は、アイルランド西部のゴールウェイ県インベリンに本社を置く航空会社。

## 沿革
エアーアラン・アイランズは、 アイルランド西海岸沖のゴールウェイとアラン諸島の島々を巡る航空便を提供するために、ジェームズ・コーエンとラルフ・ランガンによってエアーアランとして1970年に設立された。1機のブリテン・ノーマン アイランダーを使用した運用は、1970年8月に開始された。このサービスの拠点はゴールウェイからコナマラ空港に移設された。パドレイグ・オ・ケーダイは1994年にエアーアランを買収した。  
2014年にストバートエアに社名を変更。創業当初からのアラン諸島間の路線はエアーアラン・アイランズとして分社化し、現在の姿となった。 
2018年6月には、12月6日に公共サービス義務（PSO）の契約を終了し全便を欠航すると発表していたが、2019年9月30日まで継続することで合意に至った。
2018年11月、エアーアラン・アイランズは会社を1ユーロでアラン諸島の島民に売却すると申し出ていたが、2019年1月にこれを取り下げた。 

## 運航機材

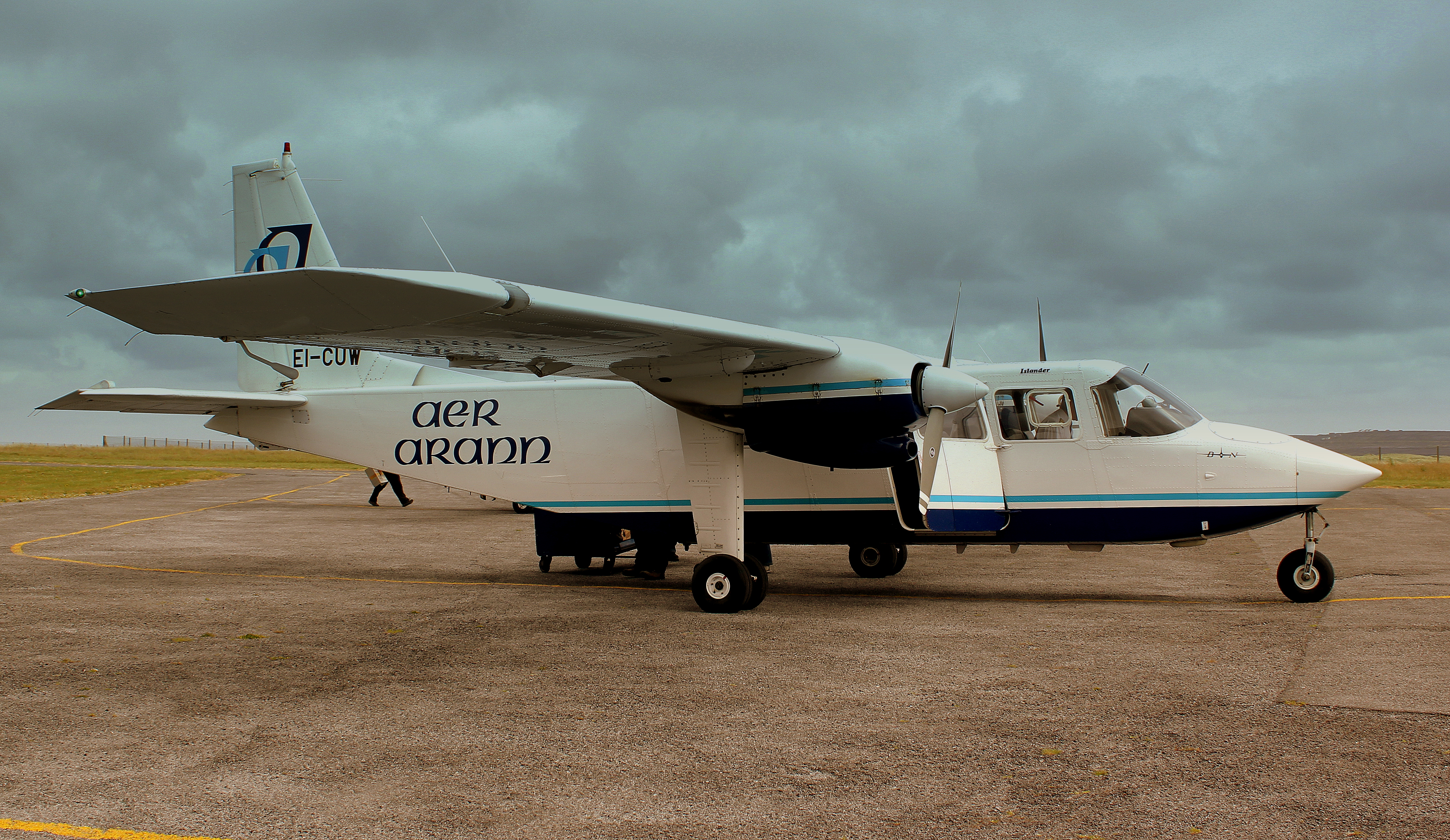
ブリテン・ノーマンアイランダーBN2B

## 就航先
- アラン諸島
  - イニッシュマアーン（英語版） – イニッュマーン飛行場
  - イニッシュモア – イニッシュモア飛行場
  - イニッシアー – イニッシアー飛行場
- アイルランド（本土） 
  - インベリン - コナマラ空港（拠点空港）